# 도지마촌 (에히메현)
도지마촌(戸島村)은 에히메현 기타우와군에 설치되었던 촌이다. 현재의 우와지마시에 해당한다.